# اسماعیل شریف‌زاده
اسماعیل شریف‌زاده (سمکو) - (زادهٔ در مهاباد ۱۳۲۱  درگذشته ۱۲ اردیبهشت ۱۳۴۷ در بانه) روشنفکر انقلابی کرد و از پیشتازان جنبش مردم کردستان ایران بود. وی در سال ۱۳۴۵ به‌همراه تنی‌ چند از جوانان انقلابی کرد کمیته انقلابی حزب دموکرات کردستان را به‌قصد شروع مبارزه چریکی دهقانی در ایران بنیان گذاشت و از رهبران جنبش انقلابی کُردستان در سال‌های ۱۳۴۶ و ۱۳۴۷ بود.

## زندگی
اسماعیل شریف‌زاده (سمکو) در خانواده‌ای مرفه در شهر مهاباد به دنیا آمد. تحصیلات ابتدایی و متوسطه را در همان شهر به پایان رساند و در رشتهٔ مکانیک دانشکدهٔ فنی تهران به ادامه تحصیل پرداخت. دوران تحصیل اسماعیل همزمان با آغاز جنگ‌های چریکی در کردستان ایران و گسترش حرکات اعتراضی دانشجویان در جهان بود. وی با همفکری و همکاری دیگر دانشجویان کرد در تهران و تبریز، کوشش نمود تا تشکلی تحت عنوان اتحادیهٔ دانشجویان کرد را سازماندهی کند، اما فضای پلیسی و سرکوب شدید سیاسی حاکم بر جامعه آن زمان در ایران، اجازهٔ چنین فعالیت‌هایی را نمی‌داد؛ لذا برای تأمین و تحقق آرمان ملی ـ دمکراتیک کرد اسماعیل به کردستان عراق رفت و به صفوف حزب دمکرات پیوست.

## فعالیت‌ها
در سال ۱۳۴۵ اسماعیل شریف‌زاده به‌همراه تنی‌ چند از جوانان انقلابی کرد ازجمله قادر شریف، سلیمان معینی، عبدالله معینی، محمدامین سراجی و ملااحمد شلماشی (ملا آواره)، کمیته انقلابی حزب دموکرات کردستان را به‌قصد شروع مبارزه چریکی دهقانی در ایران بنیان گذاشت. این گروه ابتدا در اطراف مهاباد و بانه و سردشت به‌کار تبلیغی و سیاسی در میان روستائیان منطقه پرداختند و قصد داشتند پس از زمستان سال ۱۳۴۶ عملیات مسلحانه خود را شروع کنند. رژیم شاه نیز که از تحرکات این گروه با خبر شده بود، با بسیج نیروهای نظامی و به‌ خدمت گرفتن مزدور و جاش، برای ضربه زدن به‌این گروه منطقه وسیعی از خانه(پیرانشهر) تا بانه و تا سنندج و پاوه و نوسود را زیر کنترل گرفت.
سرانجام بعد از ۱۸ ماه مبارزهٔ چریکی در روز ۱۲ اردیبهشت ۱۳۴۷ اولین هسته این گروه به رهبری  شریف‌زاده وارد منطقه شد که در یکی از روستاهای بانه به محاصره دشمن درآمد. در این درگیری شریف‌زاده و یارانش توسط نیروهای سرکوبگر رژیم شاه کشته شدند. هسته بعدی به فرماندهی ملااحمد شلماشی (ملاآواره) بود که در منطقه سردشت محاصره شد و ملا آواره کشته شد (و یا بنا به روایتی دستگیر و اعدام گردید). در خرداد همان سال (سال ۱۳۴۷) سلیمان معینی کشته شد و یکماه بعد هم عبدالله معینی در اطراف روستای قالوی بوکان، که بعداً توسط اهالی به روستای قالوی معینی تغییر نام یافت، کشته شد.